# جورجو کاپیتانی
جورجو کاپیتانی (ایتالیایی: Giorgio Capitani؛ ‏ ۲۹ دسامبر ۱۹۲۷ – ۲۵ مارس ۲۰۱۷) کارگردان فیلم و فیلم‌نامه‌نویس اهل ایتالیا بود.
از فیلم‌ها یا سریال‌های تلویزیونی او می‌توان به به‌خاطر تو مرتکب گناه شده‌ام، برده نازنینم، ارواح شهوت‌زده، فرشته مقرب، پاپ ژان پل یکم: لبخند پروردگار، ارادهٔ آنا، از بلوندها متنفرم، شاه‌میگو برای صبحانه و سفارش‌ها اشاره کرد.